# Dombeya viburniflora
Dombeya viburniflora là một loài thực vật có hoa trong họ Cẩm quỳ. Loài này được Bojer mô tả khoa học đầu tiên năm 1842.